# Fujimoto Yoshikazu
Yoshikazu Fujimoto (sinh ngày 13 tháng 12 năm 1972) là một cầu thủ bóng đá người Nhật Bản.

## Sự nghiệp câu lạc bộ
Yoshikazu Fujimoto đã từng chơi cho Kashima Antlers.